# Royal Hold’em
Royal Hold’em (auch Royal Poker genannt) ist eine Variation des Kartenspiels Poker. Bei dieser Variante werden alle Karten von der Zwei bis zur Neun aus dem Deck entfernt, es verbleiben also nur noch 20 Karten im Wert von Zehn bis Ass.
Royal Hold’em wird nach denselben Regeln wie No Limit Texas Hold’em gespielt. Durch die geringe Anzahl an Karten die im Deck verbleiben, ist die maximale Anzahl an Spieler auf sechs Teilnehmer beschränkt.

## Kombinationen
Da nur fünf verschiedene Kartenwerte, nämlich Zehn, Bube, Dame, König und Ass, vorhanden sind, sind die Kombinationsmöglichkeiten im Vergleich zum herkömmlichen Poker beschränkt. Anstelle von neun verschiedenen Kombinationen sind nur noch fünf möglich. Die schlechteste Hand ist eine Kombination aus zwei Buben, zwei Damen und einem König als Kicker; die beiden nicht genutzten Karten sind zwei Zehnen. Diese Kombination wird Zwei Paare genannt. Daraufhin folgt die einzige mögliche Straße, nämlich von Zehn bis Ass. Dann kommt das Full House. Daraufhin folgt der Vierling, der nur vom Royal Flush geschlagen wird. Im Vergleich zum gewöhnlichen Poker treten Royal Flushes hier öfter auf, ansonsten sind keine Flushes möglich.
Ein Drilling ist nicht möglich, weil sich aus den übrigen 4 Karten entweder zusätzlich ein Paar ergibt (gemeinsam also ein Full House) oder jede Karte genau einmal vorkommt (das wäre dann eine Straße); beides ist besser als ein Drilling.
| Name                      | Bedeutung                                       | Beispiel          | Entscheidungskriterium                |
| ------------------------- | ----------------------------------------------- | ----------------- | ------------------------------------- |
| Zwei Paare (Two Pair)     | Zweimal zwei Karten gleichen Wertes             | J♠ J♣ Q♥ Q♦ A♣    | Höhe der Paare                        |
| Straße (Straight)         | Fünf Karten in einer Reihe                      | 10♠ J♦ Q♦ K♥ A♣   | Split Pot                             |
| Full House                | Ein Drilling und ein Paar                       | 10♣ 10♠ 10♦ Q♥ Q♣ | Höhe des Drillings und Höhe des Paars |
| Vierling (Four Of A Kind) | Vier Karten gleichen Wertes                     | K♠ K♥ K♣ K♦ Q♥    | Höhe des Vierlings und der Beikarte   |
| Royal Flush               | Straße in einer Farbe mit Ass als höchste Karte | 10♠ J♠ Q♠ K♠ A♠   | Split Pot                             |

## Wissenswertes
- Der Onlinepokerraum UltimateBet war der einzige Anbieter von Royal Hold’em. Der Dienst wurde allerdings zum 5. Juli 2007 eingestellt.[1]